# Cyrtandra rotumaensis
Cyrtandra rotumaensis är en tvåhjärtbladig växtart som beskrevs av Harold St.John. Cyrtandra rotumaensis ingår i släktet Cyrtandra och familjen Gesneriaceae. Inga underarter finns listade i Catalogue of Life.